# 고운기
고운기(高雲基, 1961년 12월 15일~)는 대학 교수를 지내고 있는 대한민국의 시인이자 국문학자이다.

## 생애
1961년 12월 15일, 전라남도 보성에서 출생해 자랐으나 부모의 고향은 전라남도 고흥이다. 
그는 1983년 동아일보 신춘문예에 당선해 등단하였다.
한양대학교 국문과와 연세대학교 대학원 국문과 석·박사 과정을 끝낸 그는, 일본 게이오 대학 문학부 방문 연구원(1999년~2002년 8월), 연세대 국학연구원 연구교수(2004년), 일본 메이지대학교 문학부 객원교수(2007년 4월~2008년 3월)를 거쳐 2015년 현재 한양대학교 문화콘텐츠학과 교수로 일하고 있다.

## 방송
- EBS FM EBS 공감시대 - 진행 (2018.08.27 ~ 2019.06.15)

## 저서

### 시집
- 《밀물 드는 가을 저녁 무렵》(청하, 1987)
- 《섬강 그늘》(고려원, 1995)
- 《나는 이 거리의 문법을 모른다》(창비, 2001)
- 《자전거 타고 노래 부르기》(랜덤하우스, 2008)
- 《구름의 이동속도》(문예중앙, 2012)

### 교양서
- 《일연과 삼국유사의 시대》(월인, 2001)
- 《일연을 묻는다》(미래인, 2006)
- 《길 위의 삼국유사》(현암사, 2006)
- 《우리가 정말 알아야 할 삼국유사》(현암사, 2005)
- 《나의 별에도 봄이 오면》(산하, 2006 초판, 2011 개정판) ― 윤동주 평전
- 《도쿠가와가 사랑한 책》(스토리텔링 삼국유사 1) (현암사, 2009) ISBN 978-89-323-1536-2

삼국유사의 발굴, 대중화 등의 과정에 관한 책이다.
- 《삼국유사 길 위에서 만나다》(현암사, 2011)
- 《듕귁과 오뤤지》(현암사, 2013)
- 《삼국 유사 글쓰기 감각》(현암사, 2015)

### 학술·번역서
- 《삼국유사》(홍익출판사, 2001, 일연 저)
- 《논어》(현암사, 2003, 시모무라 고진 저)
- 《한국 1930년대의 눈동자 》(이회문화사, 2003, 노무라 신이치 저)
- 《그늘에 대하여》(눌와, 2005, 다니자키 준이치로 저)
- 《한국 고전시가의 근대》(보고사, 2007)
- 《사객통통집》(보고사, 2013)
- 《화한창수집 이》(보고사, 2013)
- 《위험한 논어》(현암사, 2014)
- 《상한성사답향 상한성사여향》(보고사, 2014)
- 《객관최찬집 봉도유주 신양산인한관창화고》(보고사, 2014)

## 참고 자료
- 다음 인물백과/고운기